# Barton Seagrave
Barton Seagrave – wieś w Anglii, w hrabstwie Northamptonshire, w dystrykcie (unitary authority) North Northamptonshire. Leży 21 km na północny wschód od miasta Northampton i 105 km na północ od Londynu. W 2001 miejscowość liczyła 4185 mieszkańców.